# Eitelite
L'eitelite è un minerale.